# Шторк, Вильгельм
Вильгельм Шторк (1829—1905) — профессор немецкого языка и литературы в Мюнстерской академии.

## Биография
Родился 5 июля 1829 года в Изерлоне в семье учителя и органиста.
С отличием окончил гимназию в Арнсберге (нем.) и с 1850 года изучал немецкий язык в Мюнхене, Мюнстере и Бонне, а также филологию в Берлинском университете, где и получил степень доктора философии в 1858 году. Его учителями были Франц Бопп, Мориц Гаупт и Карл Мюлленгоф. С 1859 года — адъюнкт-профессор, с 1868 года — профессор немецкого языка в Мюнстерской академии. Также он преподавал итальянский, португальский, провансальский, санскрит и испанский языки.
Умер 16 июля 1905 года в Мюнстере от болезни печени.
В 1860 году женился на Антони Кентер, дочери учителя музыки из Арнсберга Теодора Кентера. 
Известен главным образом своими работами по португальской литературе. Ему принадлежит первый перевод на немецкий язык произведений Камоэнса (в 6 т., 1880—85) и критико-биографический очерк «Luis de Camoens’ Leben» (Мюнстер, 1890). Кроме того, он напечатал: «Hundert altportugiesische Lieder» (Падерборн, 1885); «Ausgewählte Sonette v. Anthero de Quental» (1887); «Aus Portugal und Brasilien, 1250—1890. Anthologie» (Мюнстер, 1890) и др.